# 激録!交通警察24時
『激録!交通警察24時』（げきろく!こうつうけいさつにじゅうよじ）は、毎年1回、正月にテレビ朝日系列で放送されていたドキュメンタリー番組（いわゆる「警察24時」もの）。1992年から20回近く放送された。

## 放送内容
この番組は、日本全国縦断の各警察署で行われる、交通事故・ひき逃げ犯など最前線の警察官に密着取材。

## スタッフ
第18回（2008年1月放送分）
- ナレーター：平野義和、津野まさい、政宗一成
- 監修：大澤孝征（大澤孝征法律事務所）
- 構成：高柳康文
- 技術：ヴイ・ビジョンスタジオ、アウンビジョン、クォークEX、テーク・ワン、フィックス
- 編集：森崎荘三
- 音効：半澤知宏
- EED：荒川雅行（東洋レコーディング）
- MA：小菅学（東洋レコーディング）
- CG：石野達也
- 編成：岩崎浩・金澤美保（テレビ朝日）
- 宣伝：曲尾有香（テレビ朝日）
- デスク：佐藤まゆみ（テレビ朝日）
- AP：佐野忍
- AD：門脇麻衣
- ディレクター：中村均、山田智哉、松本幸導（第17回〜）、福田類、小笠原義範、満尾晋介
- 演出：古田慶太
- プロデューサー：柴山誠一・川口伸之（以上TAIGA PRO）、川端伸晃（テレビ朝日）
- チーフプロデューサー：蓮実一隆（テレビ朝日）
- 制作：テレビ朝日、大河プロダクション

過去のスタッフ
- ナレーター：田中信夫
- 企画：伊駒政実・岡田亮・武居康仁（以上テレビ朝日）
- 構成：城啓介、椎名時夫、兵頭潤
- 撮影：砂山浩、諸頭昇、岡倉陽、伊藤千尋、宮島寿実、今泉始、岡安広、岡田次夫、田村雄一、田上良一
- 撮影スタッフ：飯田一志、古川祥行、平出浩嗣(次)、渡辺喜之、岩月由和
- 技術：札幌テレビハウス、マイシャ
- 編集：中谷江志
- EED：佐藤英人（麻布プラザ）、加藤弘行
- MA：藤田博之（パークタワーウエスト）、青木伸次（麻布プラザ）、滝音孝彦
- 選曲・効果：中島克
- CG：細井秀史
- 編成：渡辺実（テレビ朝日）
- 広報：牧野秀幸・小泉善太郎（以上テレビ朝日）
- 宣伝：千葉晶子（テレビ朝日）
- AP：松井雅子
- 制作スタッフ：東条光行、大久保哲司
- AD：クリス・フェル・ラーゲ・クランツ
- ディレクター：矢島宗一、酒井正信、沢木秀治、沼尾岳彦、佐藤慶、萩生田康男、原田耕自、長谷川和也、和泉龍也、瀬良元信、坂本佳憲、吉住理
- チーフディレクター：増永達治
- プロデューサー：加藤秀之（テレビ朝日）、吉川雅章（INPUT VISION）、川野祐司（ストリームズ）
- 制作協力：おふぃすまどか→ラ・シック、ストリームズEX
- 制作：INPUT VISION

## 備考
- 2009年1月3日放送分は14.4%の高視聴率をマークし、同年新春三が日におけるテレビ朝日のゴールデン・プライム平均視聴率トップに貢献。
- 2009年4月7日放送分は「学べる!!ニュースショー!」の3時間スペシャルと併合し、取材VTRとスタジオトークを交えて放送した。